# Canó naval QF de 5,25 polzades
El canó Mark I QF de 5,25 polzades va ser el canó de doble propòsit més pesat utilitzat per la Royal Navy durant la Segona Guerra Mundial. Tot i que es considerava menys que completament reeixit, va tenir un servei extens. Es van construir 267 canons.

## Disseny

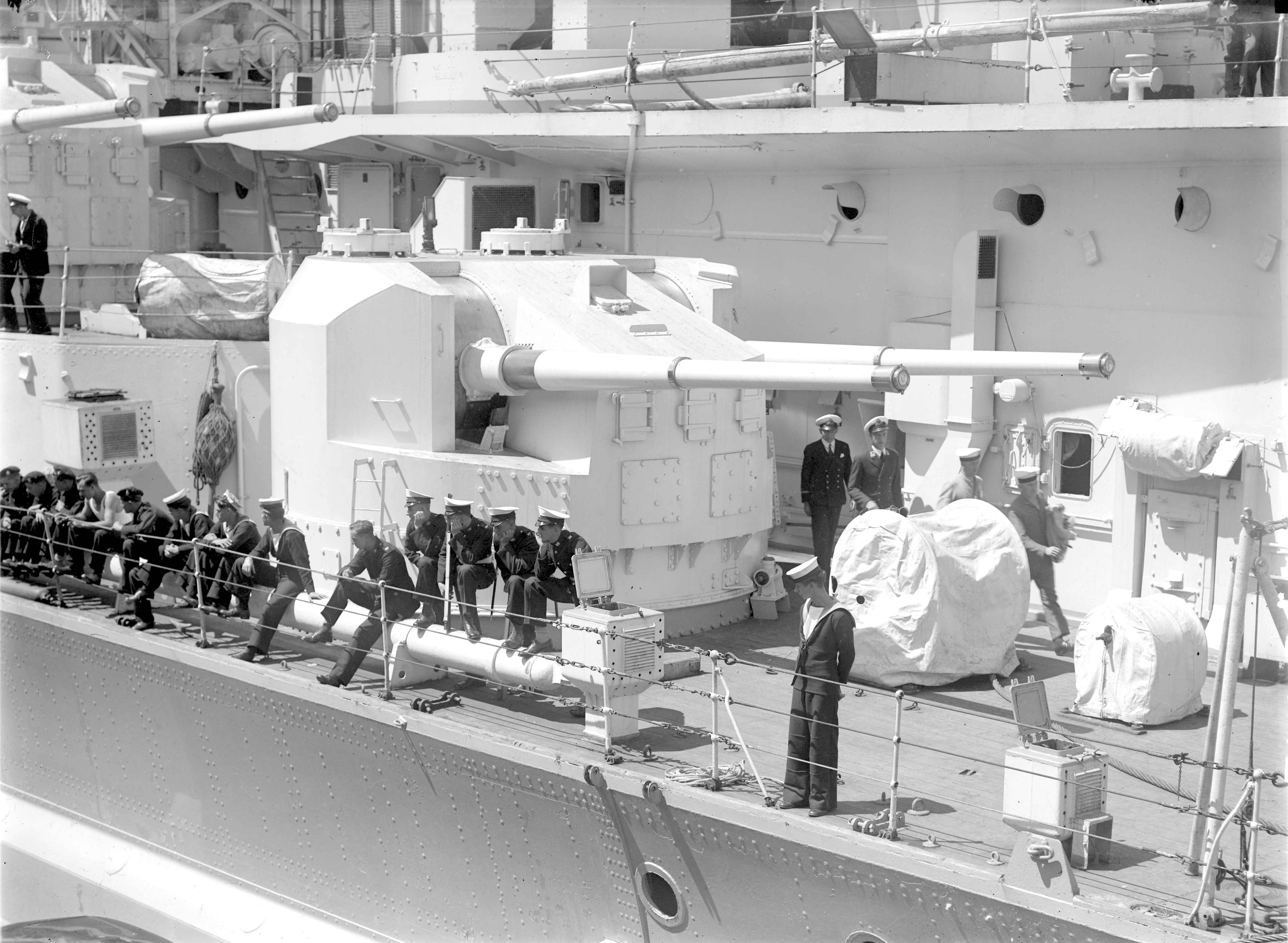
Torreta QF Mark I de 5,25 polzades a bord del

A diferència dels seus contemporanis francesos i italians de mida similar, el canó QF de 5,25 polzades va ser dissenyat com un equip de doble propòsit capaç d'enfrontar-se tant a avions com a objectius de superfície. La combinació de l'armament antiaeri secundari i pesat va permetre un important estalvi de pes per als cuirassats de la classe King George V, que van ser dissenyats per complir el límit del Tractat Naval de Washington de 35.000 tones. L'arma disparava un obús de 80 lliures (36 kg), que es considerava el més gran que una tripulació d'artilleria podia manejar fàcilment mentre encara tenia la cadència de foc necessària per a l'ús antiaeri. L'any 1944, es van disposar d'obusos amb espoleta VT, la qual cosa va fer que l'arma fos significativament més efectiva contra els avions.
El canó de 5,25 polzades va ser portat en muntatges bessons Mk I per la classe King George V i en muntatges bessons Mk II en nou dels primers onze creuers antiaeris de la classe Dido , amb excepcions de l'HMS Scylla i l'HMS Charybdis, que van muntar el QF Mk III de 4,5 polzades a causa de l'escassetat de canons de 5,25 polzades. Els cinc últims de la classe Dido també coneguts com els creuers antiaeris de la classe Bellona van muntar el canó de 5,25 polzades en els muntatges Control de Potència Remot RP10 Mk II, que oferien un entrenament i una velocitat d'elevació molt millorats. El nombre de torretes de la classe Bellona es va reduir de cinc a quatre i es va augmentar el nombre de canons lleugers AA. Els muntatges RP10 Mk II també es van utilitzar més tard per substituir els muntatges Mk I del HMS Anson. L'últim dels cuirassats de la Royal Navy que es va encarregar després de la guerra, l'HMS Vanguard, tenia torretes MK I amb casetes de canons més grans en comparació amb les instal·lades als vaixells de classe King George V i Dido, encara que l'amplada entre els canons va romandre igual. L'exèrcit britànic també va desplegar una variant Mk II una mica més potent com a canó antiaeri i de defensa costanera.

## Servei naval
El Llibre de Butxaca d'Artilleria de la Royal Navy publicat el 1945 diu:
| « | compleixen les funcions combinades de l'armament de llarg abast H.A. i l'armament secundari contra les embarcacions de superfície. El calibre de 5,25 polzades amb munició separada s'utilitza per a l'armament dual d'angle alt i baix, ja que ofereix el pes màxim raonable de la munició que pot carregar la tripulació mitjana de l'arma durant períodes sostinguts a tots els angles d'elevació. La velocitat màxima de foc ha de ser de 10 a 12 tirs per minut. | » |

Un relat de guerra descriu la demostració de l'HMS Euryalus disparant el seu armament principal:
| « | ...la companyia del vaixell es va tancar a les estacions d'acció i va fer una demostració de la potència de foc del creuer als oficials de l'exèrcit... en forma d'una presa d'angle baix. A punt d'esclatar a 2.000 iardes d'abast, es va fer un gran bombardeig durant dos minuts i vam disparar unes dues-centes cartutxos d'HE de 5,25 polzades... Una paret d'obustes esclatants es va llançar just per sobre del nivell del mar i vaig poder veure que els oficials de l'exèrcit estaven impressionats... | » |

El rendiment balístic del QF 5.25 va ser molt bo, amb un abast màxim de 22.010 m (24.070 yardes) a 45 graus amb una carcassa HE de 80 lliures (36 kg) l. En comparació, els canons francesos de 138 mm (5,4 polzades) Mle 1934 utilitzats als destructors de la classe Mogador tenien un abast màxim de 20.000 m (21.872 iardes) a 30 graus amb un proyectil SAP de 40 kg (88 lliures) l.  El canó italià de 135/45 mm tal com s'utilitzava als creuers de la classe Capitani Romani tenia un abast màxim de 21.435 iardes (19.600 m) a 45 graus amb un projectil AP de 72,1 lliures (32,7 kg) .

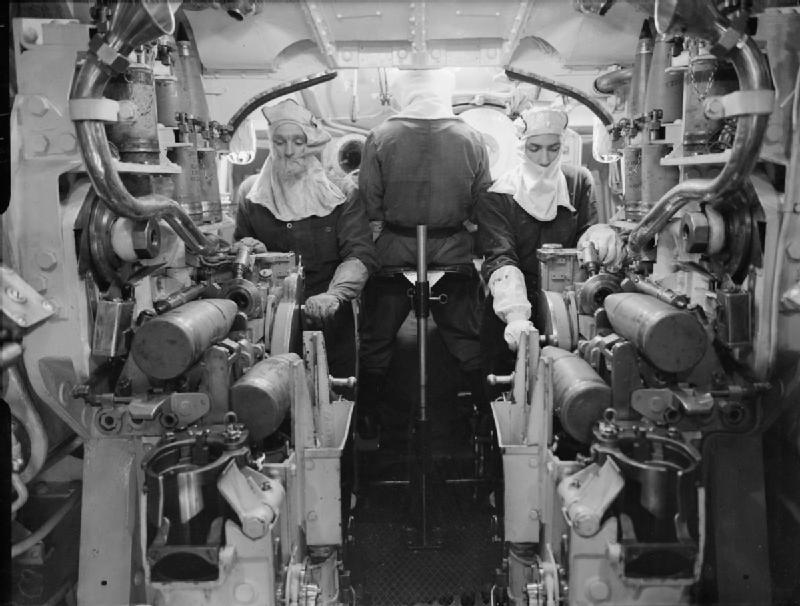
Dins d'una torreta de 5,25 polzades a l'HMS King George V el 1943.

Els canons QF 5.25 van funcionar bé a l'HMS Prince of Wales durant l'operació Halberd, escortant un comboi a Malta, però més tard el Prince of Wales va ser atacat i enfonsat mentre operava juntament amb el Repulse quan la Força Z va ser atacada per avions japonesos, a causa de factors no relacionats amb el rendiment dels canons. Cap creuer de la classe Dido es va perdre per atac aeri, encara que quatre van ser enfonsats per submarins o torpedes llançats a la superfície.No obstant això, l'HMS Spartan, un creuer de classe Bellona (Dido millorat), va ser enfonsat a l'àncora el 1944 per un míssil guiat de la Luftwaffe. Segons les publicacions de la postguerra, les casetes d'armes estaven estretes, i els pesats projectils i cartutxos van donar lloc a una cadència de foc sostinguda reduïda a set o vuit cartutxos per minut en lloc dels dotze cartutxos per minut dissenyats.No obstant això, aquests factors no semblen haver reduït la velocitat de foc d'Euryalus , durant un període d'un minut, que era típic d'un enfrontament AA de la Segona Guerra Mundial. Les torretes de doble muntatge de 10 graus/s de velocitat de trajecte es van considerar massa lentas per enganxar avions de major velocitat a poca distància.No obstant això, aquestes velocitats d'elevació i travessa encara eren superiors a les d'algunes armes contemporànies, com les muntures bessones SK C/33 de 10,5 cm portades als cuirassats alemanys Bismarck i Tirpitz .

## Classes de vaixells
Enviaments amb canons Mark I QF de 5,25 polzades:
- Cuirassats de la classe King George V
- Creuers de la classe Dido
- HMS Vanguard

## Servei terrestre

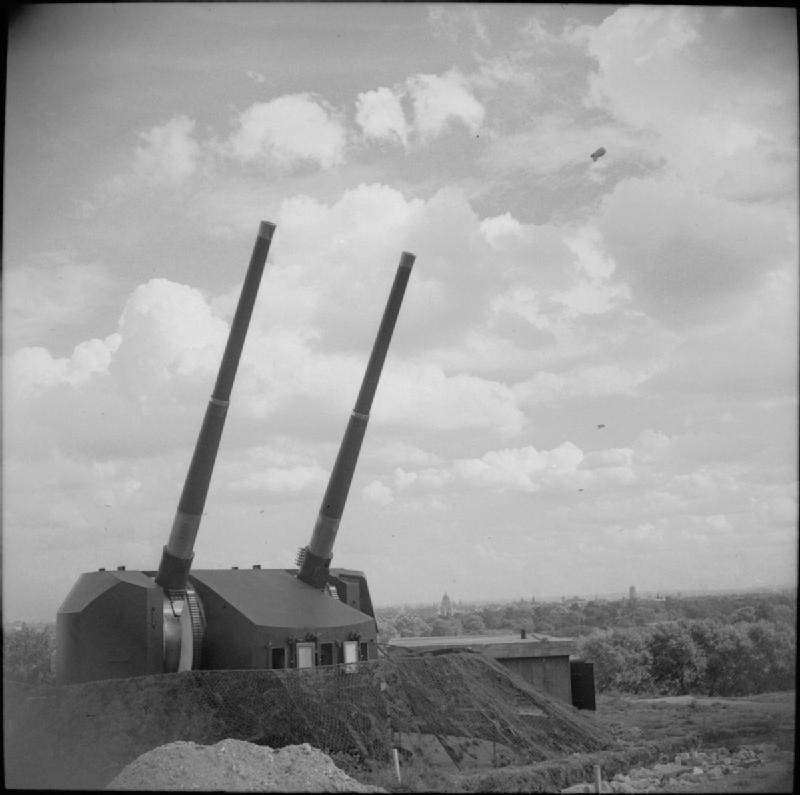
Muntatge d'antiaeris navals bessons a Primrose Hill, Londres, agost de 1943

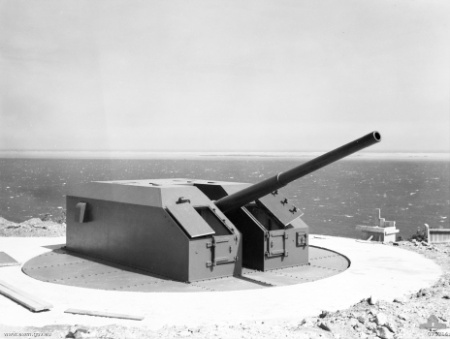
Un sol canó de la bateria 801 AA & Coast Arty a Port Moresby, Papua, agost de 1944

A principis de 1942, el governador de Gibraltar va buscar canons de 5,25 polzades per a un doble paper de defensa antiaèria/costa. No en va arribar cap. No obstant això, més tard aquell any, el Comandament Antiaeri al Regne Unit va adquirir tres torretes de dos canons de l'Almirallat, que es van instal·lar al voltant de Londres en posicions permanents. Les proves i l'ús van portar l'exèrcit a dissenyar un muntatge únic de canó en dues marques, ambdues amb una sala de màquines subterrània per proporcionar energia elèctrica i hidràulica per a la travessa, l'elevació, la configuració de la espoleta, l'embassament i altres tasques. Equipats amb l'exèrcit estàndard Machine Fuze Setter No 10, aquests canons tenien una cadència de foc de 10 rondes/min i una alçada màxima de 50.000 peus, amb una alçada efectiva de 36.000 peus. el Mark 1A era una torreta d'acer només per a us antiaeri, el Mk 1B era una torreta blindada per a us de defensa costanera i foc antiaeri. L'arma va ser designada Mk 2.
A finals de 1943 només s'havien instal·lat 16 dels nous canons, molt per sota de les projeccions. Al final de la guerra s'havien produït 164 canons. Els obusos d'alt explosiu van ser fusionats amb la espoleta de temps mecànica núm. 208 de l'exèrcit estàndard, usada amb canons antiaeris de 3,7 i 4,5 polzades. Els canons van romandre en servei després de la Segona Guerra Mundial, i el 1953 es van instal·lar 11 canons a Gibraltar.
A finals de la Segona Guerra Mundial, set canons es van muntar a Austràlia i tres a Nova Guinea, en torretes antiaèries/de defensa costanera tancades d'un sol canó.

## Especificacions
- Diàmetre del forat: 5,25 polzades (133 mm)
- Longitud del canó: 6.668 m (calibre 50)
- Pes de l'obús: 80 lliures (36,3 kg)
- Abast: 24.070 iardes (22.000 m) a 45 graus
- Sostre antiaeri: 46.500 peus (14.170 m)
- Velocitat de foc: sostinguda de 7 a 8 rpm, 18 rpm reclamades per a HMS Vanguard[21]
- Penetració: blindatge lateral: 3 polzades (76 mm) 9.500 iardes (8.690 m) o 11.900 m, segons les fonts; l'arma no era capaç de penetrar 2 polzades (51 mm) de blindatge de coberta a cap abast[22]
- Pes de muntatge: 78,7 tones mètriques (variat)
- Elevació de muntatge: -5 a +70 graus
- Velocitats d'entrenament i elevació: 10 graus per segon i 20 graus per segon respectivament, en muntatges RP10.